# Ecnomina legula
Ecnomina legula là một loài Trichoptera trong họ Ecnomidae. Chúng phân bố ở miền Australasia.